# Gustav-Langenscheidt-Schule

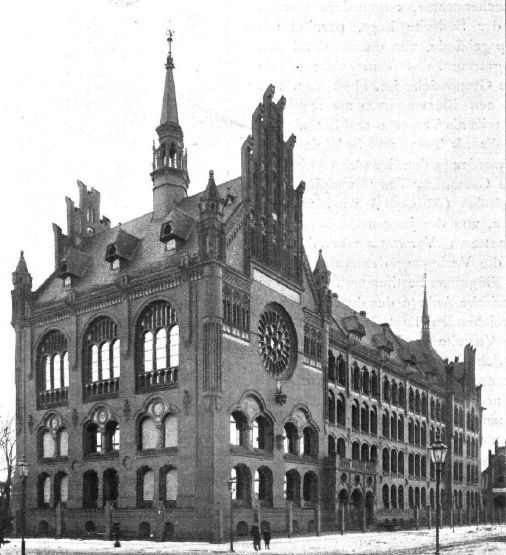
Hohenzollern-Schule (1900)

Die Gustav-Langenscheidt-Schule ist eine öffentliche Integrierte Sekundarschule in Berlin-Schöneberg, in der Nähe des Heinrich-Lassen-Parks und der St.-Norbert-Kirche. Den Namensgeber der Schule ist der Sprachlehrer Gustav Langenscheidt. Das Gebäude ist ein gelistetes Baudenkmal.

## Geschichte
Die Schule wurde unter dem Namen Hohenzollern-Schule gegründet. Zwischen 1897 und 1899 wurde nach den Entwürfen von Paul Egeling ein neues Schulgebäude errichtet, welches im Jahre 1900 eröffnet wurde. In der Zeit des Nationalsozialismus wurde 1938 die Oberschule zur Scharnhorstschule nach dem preußischen Militär Gerhard von Scharnhorst umbenannt. Während des Zweiten Weltkriegs wurde das Schulgebäude 1943 durch einen Bombentreffer schwer beschädigt. Die Reparaturen der Kriegsschäden dauerten bis in das Jahr 1955, jedoch konnte es im selbigen Jahre wieder bezogen werden. Sie erhielt anschließend 1956 den Namen Riesengebirgs-Oberschule nach dem in der ehemaligen preußischen Provinz Schlesien in den Ostgebieten liegenden Riesengebirge. Ein weiteres Mal wurde die Schule 2010 in Gustav-Langenscheidt-Schule umbenannt nach dem Sprachlehrer Gustav Langenscheidt, dem Gründer des in der Nähe liegenden Verlagshauses Langenscheidt.
Die Schule wurde 1999 Modellschule als verbundene Haupt- und Realschule. Zum Schuljahr 2010/2011 wurde die Schule im Rahmen der Berliner Schulreform zu einer integrierten Sekundarschule mit Ganztagsbetrieb, und bei dieser Gelegenheit wurde der Schulname geändert.

## Persönlichkeiten

### Bekannte Schüler
- Marie Kalau vom Hofe (1891-), Neurologin und Psychoanalytikerin, Abitur 1911
- Hanna Katz (1895–1982), Juristin, Abitur 1915
- Alfred Eisenstaedt (1898–1995), Fotograf
- Henry Rox (1899–1967), Künstler, Bildhauer und Fotograf
- Karl Dechert (1900–1962), Violoncellist
- Deoclecio Redig de Campos (1905–1989), Kunsthistoriker und Museumsleiter
- Günter Prinz (1929–2020), Journalist
- Harri Reinert (1929–2001), Politologe, Politiker (SPD) und Autor
- Brunk Meyer (1929–2005), Bodenkundler
- Wilhelm Dittmann (1915–1988), evangelischer Pfarrer, Superintendent im Berliner Kirchenkreis Neukölln und zuletzt Propst in der Evangelischen Kirche Berlin-Brandenburg, Abitur 1934

### Bekannte Lehrer
- Max Pohlenz (1872–1962)  Klassischer Philologe